# Mistrovství Českého svazu fotbalového 1923
Il Mistrovství Českého svazu fotbalového 1923, decima edizione del torneo, vide il successo dell'AC Sparta.

## Classifica
|    | Classifica         | G  | V  | N | P  | GF | GS | DR  | Pti |
| -- | ------------------ | -- | -- | - | -- | -- | -- | --- | --- |
| 1  | Sparta             | 15 | 15 | 0 | 0  | 94 | 17 | +77 | 30  |
| 2  | Slavia Praga       | 15 | 12 | 1 | 2  | 78 | 25 | +53 | 25  |
| 3  | Čechie Karlín      | 15 | 9  | 1 | 5  | 38 | 30 | +8  | 19  |
| 4  | Union Žižkov       | 15 | 8  | 2 | 5  | 36 | 22 | +14 | 18  |
| 5  | Meteor Vinohrady   | 15 | 8  | 2 | 5  | 34 | 38 | -4  | 18  |
| 6  | Kolín              | 15 | 7  | 3 | 5  | 29 | 27 | +2  | 17  |
| 7  | Nuselský           | 15 | 7  | 2 | 6  | 33 | 30 | +3  | 16  |
| 8  | Meteor Praga VIII  | 15 | 7  | 2 | 6  | 28 | 28 | 0   | 16  |
| 9  | ČAFC Vinohrady     | 15 | 5  | 5 | 5  | 27 | 27 | 0   | 15  |
| 10 | Vršovice           | 15 | 6  | 2 | 7  | 26 | 28 | -2  | 14  |
| 11 | Viktoria Žižkov    | 15 | 5  | 4 | 6  | 32 | 36 | -4  | 14  |
| 12 | Libeň              | 15 | 5  | 3 | 7  | 28 | 47 | -19 | 13  |
| 13 | Sparta Košíře      | 15 | 4  | 2 | 9  | 39 | 62 | -23 | 10  |
| 14 | Slavoj Praga       | 15 | 1  | 5 | 9  | 25 | 43 | -18 | 7   |
| 15 | Malostransky       | 15 | 2  | 2 | 11 | 32 | 64 | -32 | 6   |
| 16 | Viktoria Vinohrady | 15 | 0  | 2 | 13 | 15 | 73 | -58 | 2   |

- La differenza complessiva tra reti fatte e subite è di -3.

## Verdetti
- Sparta Campione di Cecoslovacchia 1923

## Statistiche e record

### Record
- Maggior numero di vittorie:  Sparta (15)
- Minor numero di sconfitte:  Sparta (0)
- Migliore attacco:  Sparta (94 gol fatti)
- Miglior difesa:  Sparta (17 gol subiti)
- Miglior differenza reti:  Sparta (+77)
- Maggior numero di pareggi:  ČAFC Vinohrady e Slavoj Praga (5)
- Minor numero di pareggi:  Sparta (0)
- Minor numero di vittorie: Viktoria Vinohrady (0)
- Maggior numero di sconfitte: Viktoria Vinohrady (13)
- Peggiore attacco: Viktoria Vinohrady (15 gol fatti)
- Peggior difesa: Viktoria Vinohrady (73 gol subiti)
- Peggior differenza reti: Viktoria Vinohrady (-58)